# Roulette chinoise
Pour plus de détails, voir Fiche technique et Distribution.
Roulette chinoise (titre original : Chinesisches Roulette) est un film allemand réalisé par Rainer Werner Fassbinder, sorti en 1976.

## Synopsis
Un riche industriel part en weekend dans sa maison de campagne avec sa maitresse prétextant qu'il doit se rendre à Oslo pour affaire. Sa femme en profite alors pour partir elle aussi avec son amant dans leur maison de campagne. Les deux couples illégitimes se retrouvent alors et décident de passer le weekend tous les quatre.

## Fiche technique
- Titre : Roulette chinoise
- Titre original : Chinesisches Roulette
- Réalisation : Rainer Werner Fassbinder
- Scénario : Rainer Werner Fassbinder
- Production : Michael Fengler et Barbet Schroeder
- Musique : Peer Raben
- Photographie : Michael Ballhaus
- Montage : Ila von Hasperg
- Pays de production :  Allemagne de l'Ouest,  France
- Format : couleur - 1,66:1 - Mono
- Genre : drame, thriller
- Durée : 96 minutes
- Date de sortie : 1976

## Distribution
- Anna Karina : Irene Cartis
- Margit Carstensen : Ariane Christ
- Brigitte Mira : Kast
- Ulli Lommel : Kolbe
- Alexander Allerson : Gerhard Christ
- Volker Spengler : Gabriel Kast
- Andrea Schober : Angela Christ
- Macha Méril : Traunitz, la gouvernante muette
- Armin Meier : Le pompiste
- Roland Henschke : Le mendiant